# Kónsztantinosz Euphorbénosz Katakalón
Kónsztantinosz Euphorbénosz Katakalón (görögül: Κωνσταντίνος Ευφορβηνός Κατακαλών; fl. 1078–1108) bizánci hadvezér és államférfi, körülbelül 1100–1109 között Ciprus kormányzója. I. Alexiosz bizánci császár egyik legfontosabb tábornokaként részt vett a kunok elleni harcokban, valamint a keresztes hadjáratok korai szakaszában.

## Élete
Kónsztantinosz Euphorbénosz Katakalón előkelő, befolyásos családból származott: a Katakalónok a 10. század elején emelkedtek fel, kormányzók és katonák is kerültek ki soraikból. Házasságok révén rokonságba kerültek több bizánci arisztokrata családdal, ezt jelzi, hogy a család számos tagja – így Kónsztantinosz Euphorbénosz Katakalón is – kettős vezetéknevet viselt.
Kónsztantinosz Euphorbénosz Katakalón neve a kalabrüéi csata kapcsán tűnik fel először a forrásokban: az 1078-ban, a lázadó idősebb Niképhorosz Brüenniosz ellen vívott ütközetben ő vezette Alexiosz Komnénosz seregének khómaténoi és török egységeit. 1094-ben részt vett a blakhernai zsinaton; a zsinat névsora szerint ekkor a prótokuropalatész (πρωτοκουροπαλάτης) rangot viselte. A következő évben a Kónsztantinosz Diogenész trónkövetelővel szövetkező kunok elleni hadjáratban tüntette ki magát. Amikor a kunok Adrianopolisz megtámadására készültek, Kónsztantinosz Katakalón vezette az erősítést, mely az eredeti tervek szerint hátulról ütött volna rajta az egyik keskeny szoroson átkelő ellenségen. A kunok azonban a helybéli vlachok segítségével gondtalanul átjutottak a szoroson Goloé alá, melynek lakói megadták magukat. Katakalón rajtaütött a fosztogató kunokon, fényes győzelmet aratott felettük és számos foglyot ejtett, amiért a nobilissimus címmel tüntették ki. Mikor a kunok ostrom alá vették Adrianopoliszt, Kónsztantinosz Euphorbénosz Katakalón fiával, Niképhorosszal a császár utasítására a város megsegítésére sietett, ám a túlerőben lévő kunok visszaverték őket. A trónkövetelő Kónsztantinosz Diogenészt és kun segítőinek egy részét a bizánciak végül csellel győzték le: színleg a kezükre adták Putza városát, majd álmukban végeztek a katonákkal, illetve rabul ejtették a trónkövetelőt. Kónsztantinosz Katakalón seregével követte a kunok mozgását, s mikor azok bevonultak Putzába, a várostól nem messze verte fel saját táborát.
1096-ban a keresztes háborúk nyitányaként Remete Péter vezetésével a főként földművesekből és nincstelenekből álló keresztesek  megérkeztek a Bizánci Birodalomba. Október 21-én Geoffroy Burel nyomására elhagyták civetot-i táborukat és Nikaia felé meneteltek, a törökök azonban lecsaptak rájuk: visszakergették a kereszteseket Civetot-ba, ahol csaknem valamennyiüket lemészárolták, majd ostrom alá vették a várat. I. Alexiosz császár erről értesülvén tengeri úton, Kónsztantinosz Euphorbénosz Katakalón irányítása alatt küldött erősítést. A bizánciak érkezésére a törökök felhagytak az ostrommal és visszavonultak; Kónsztantinosz Katakalón a túlélőket Konstantinápolyba szállította.
1100 vagy 1102 körül a császár Ciprus kormányzójává (dux, δούξ) nevezte ki Kónsztantinosz Katakalónt; az Alexiasz az 1103 körüli események taglalásakor már ekként beszél róla. Ciprus ekkoriban rendkívül fontos volt a bizánciak számára, hiszen a sziget a birodalmat és Palesztinát összekötő hajóútvonalon feküdt, emellett a nyugati keresztesek antiochiai utánpótlásának egyik fő bázisa volt. Kónsztantinosz Katakalón kinevezésében a császárhoz való feltétlen hűsége mellett közrejátszhatott tapasztaltsága és az, hogy erélyesen léphetett fel a keresztes lovagokkal szemben. Kormányzói tisztségét feltételezhetően 1108/09-ig töltötte be. Elődje, egyben utódja Ciprus élén a bizánci hadsereg és államigazgatás egy másik fontos szereplője, a magyarországi követként is szolgáló Eumathiosz Philokalész volt. Kónsztantinosz Euphorbénosz Katakalónnak több pecsétje fennmaradt – ezek közül az egyiken mint nobilissimus, egy másikon mint dux és kuropalatész szerepel; minthogy a kuropalatész alacsonyabb rang volt a nobilissimusnál, e pecsét arra enged következtetni, hogy Katakalón kétszer viselhette a dux posztot, először nobilissimusi rangjának megszerzése előtt, másodjára 1102 körül.
Amikor 1107–08-ban a normann I. Bohemund antiochiai fejedelem a bizánciak elleni hadjáratában ostrom alá vette Dürrakhiont, 1108 szeptemberében Kónsztantinosz Katakalón is ott volt ama négytagú bizánci küldöttségben, mely a megadásról próbálta meggyőzni a normann herceget. A küldöttség sikerrel járt; Kónsztantinosz Katakalón a dürrakhioni védőknél tett rövid látogatás után személyesen kísérte a keresztes fejedelmet I. Alexiosz császárhoz. I. Bohemund fejedelem a devoli egyezményben többek között elismerte a bizánci császárt hűbérurának, felesküdött a Bizánci Birodalom védelmére, visszaadta a császárságnak Latakiát és a kilikiai területeket. Az egyezmény aláírását követően Kónsztantinosz Katakalón feladata volt visszakísérni a normann lovagot saját embereihez és kijelölni számukra a megfelelő táborhelyet.
Kónsztantinosz Euphorbénosz Katakalón szerepel Anna Komnéné hercegnő híres könyvében, az Alexiaszban: a hercegnő visszaemlékezése szerint „Kónsztantinosz Euphorbénosz Katakalón, bátor a harcban és bátor a szívében, aki soha, egyetlen megbízatásával sem okozott csalódást a császárnak”. Megbecsültségét jelzi, hogy fia, Niképhorosz a császár második leányát, Maria Komnéné hercegnőt (1085–1136 után) vette feleségül. Gyermekeik közül Alexiosz és Andronikosz Katakalón is fontos tisztségeket töltöttek be a 12. század közepén, Andronikosz például Kilikia kormányzója volt.